# Dois Estabelecimentos e Duas Salvaguardas
 Os Dois Estabelecimentos (chinês: 两个确立) e as Duas Salvaguardas (chinês: 两个维护) são duas campanhas políticas promovidas pelo Partido Comunista da China para reforçar a autoridade e a liderança do Secretário-Geral Xi Jinping. De acordo com a terceira resolução histórica do partido, emitida em 2021 em meio às celebrações de cem anos de sua fundação, os Dois Estabelecimentos são:
1. "Estabelecer a condição do camarada Xi Jinping como o núcleo do Comitê Central do Partido e de todo o Partido"
2. "Estabelecer o papel orientador do Pensamento Xi Jinping sobre o Socialismo com Características Chinesas para a Nova Era"

De acordo com a Sexta Plenária do 19º Comitê Central do Partido Comunista da China, as Duas Salvaguardas são:
1. "Salvaguardar a condição de "núcleo" do Secretário-Geral Xi Jinping no interior do Partido Comunista da China"
2. "Salvaguardar a autoridade centralizada do Partido"